# Рынок труда в России
Рынок труда — часть экономической системы любого государства, отражающий происходящие политические и социально-экономические процессы. На рынке труда происходит формирование спроса и предложения на рабочую силу. Рынок труда представляет собой некий индикатор, раскрывающий состояние экономики. 
Спецификой рынка труда в России является латентный характер безработицы: реальная численность безработных значительно превышает официальные показатели. Большая часть трудоспособных граждан официально не оформлена, в том числе не зарегистрирована в качестве безработных на бирже труда. По данным Росстата средний уровень безработицы среди населения от 15 до 72 лет в России в 2021 году составил 4,8 %.
При этом наблюдается неравномерный спрос на рабочую силу по регионам России. Можно наблюдать низкий уровень безработицы среди субъектов Центрального федерального округа. Например, в Москве за последние 10 лет уровень безработицы составлял не более 2,6 %. Чрезвычайно высокий уровень безработицы отмечается среди Республик Северо-Кавказского федерального округа. С февраля по апрель 2021 года самый высокий уровень безработицы наблюдался в Чеченской Республике, Республике Тыва и в Ингушетии.
Главными причинами безработицы на российском рынке труда можно считать следующее: теневая занятость, работа без официального оформления за больший размер заработной платы; — сложность в поиске работы для некоторых групп населения, например среди молодёжи: Уровень безработицы молодёжи в возрасте 15-24 года почти в 3 раза выше среднероссийского уровня безработицы населения, в то время как в возрастной группе 15-34 лет он превышает среднероссийский уровень безработицы менее чем в 1,5 раза. В 2020 году уровень безработицы среди молодёжи достиг 8,6 процента, а в возрастной группе 15-24 года — 17,3 процента по отношению к среднероссийскому уровню 5,8 процента.
По данным Минтруда, количество занятых в России с 2022 по 2023 год увеличилось на 1,5 млн человек и достигло 73,4 млн. Общее количество безработных по критериям МОТ сократилось до 2,4 млн. Также в 3,5 раза сократилось количество работников находящихся в простое и в 3,2 раза 00 работающих неполный день.